# Glopolis
Glopolis, o.p.s. je český nezávislý think tank zaměřený na analýzu ekonomické, klimatické a potravinové politiky na národní i mezinárodní úrovni a její dopad na rozvoj. Dlouhodobým cílem institutu je rozpoutat v ČR širší politickou debatu o otázkách udržitelného rozvoje, mezinárodního obchodu, globálního řízení a dalších, a aktivně a odpovědně zapojit ČR do řešení globálních problémů. Byl založen v roce 2004.
Aktuálně[kdy?] se věnuje problematice síťování nevládních organizací, zapojování občanské společnosti do tvorby veřejné politiky a práci s firmami směrem k udržitelnosti podnikání (ESG).